# 贝尔戈讷
贝尔戈讷（法語：Bergonne，法語發音：[bɛʁgɔn]）是法国多姆山省的一个市镇，属于伊苏瓦尔区。

## 地理
贝尔戈讷（45°30'21"N, 3°13'13"E）面积5.75 平方千米，位于法国奥弗涅-罗讷-阿尔卑斯大区多姆山省，该省份为法国中南部省份，北起阿列省接壤，东临卢瓦尔省，南至上盧瓦爾省和康塔爾省，西接科雷兹省和克勒兹省。
与贝尔戈讷接壤的市镇（或旧市镇、城区）包括：昂图万、勒布罗克、日尼亚、伊苏瓦尔、索利尼亚。
贝尔戈讷的时区为UTC+01:00、UTC+02:00（夏令时）。

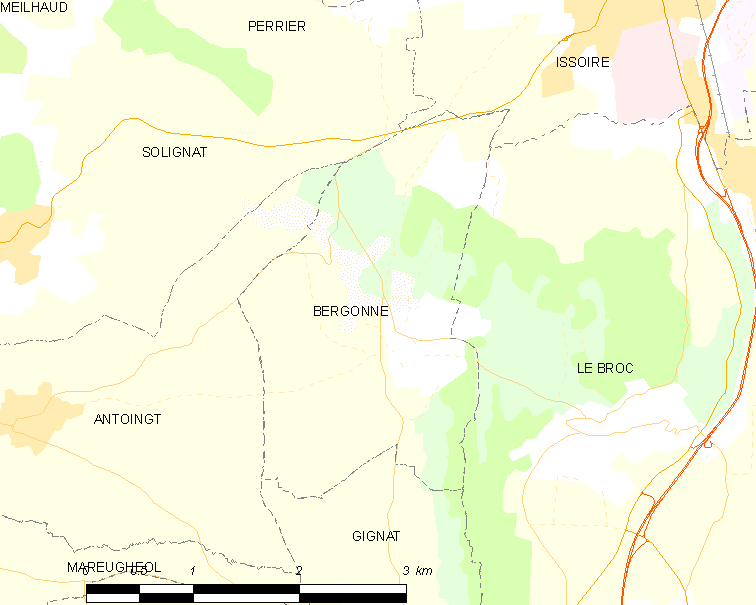
贝尔戈讷的OSM定位图

## 行政
贝尔戈讷的邮政编码为63500，INSEE市镇编码为63036。

## 政治
贝尔戈讷所属的省级选区为布拉萨克莱米讷县。

## 人口

1962-2008年间贝尔戈讷人口变化图示

贝尔戈讷于2022年1月1日时的人口数量为316人。